# スパイクタイヤ粉じんの発生の防止に関する法律
スパイクタイヤ粉じんの発生の防止に関する法律（スパイクタイヤふんじんのはっせいのぼうしにかんするほうりつ、平成2年6月27日法律第55号）は、スパイクタイヤの粉塵発生の防止に関する日本の法律である。

## 目的
「この法律は、スパイクタイヤの使用を規制し、及びスパイクタイヤ粉じんの発生の防止に関する対策を実施すること等により、スパイクタイヤ粉じんの発生を防止し、もって国民の健康を保護するとともに、生活環境を保全することを目的とする。」（第1条）
なお、この法律の法令番号は平成2年法律第55号、1990年6月27日に公布、即日施行されたが第7条の禁止条項は1991年（平成3年）4月1日から、第8条の罰則規定は1992年（平成4年）4月1日から施行された。

## 内容
- 指定地域内の路面にセメント・コンクリート舗装又はアスファルト・コンクリート舗装が施されている道路の積雪又は凍結の状態にない部分でのスパイクタイヤの使用が禁止される。（指定地域は、環境庁告示[1]による）
- 特別にスパイクタイヤの使用が許可される自動車
  - 緊急自動車
  - 公安委員会に届けられた除雪車
  - 道路運送車両法の適用除外となる自衛隊車両
  - 災害時の緊急輸送車両
  - 身体障害者手帳、戦傷病者手帳を持つものが運転する自動車

## 主務官庁
- 環境省